# Castlevania
Castlevania (Japans:悪魔城ドラキュラ; Akumajō Dorakyura), is een computerspel dat werd ontwikkeld en uitgegeven door Konami. Het kwam op 26 september 1986 als eerste uit voor het platform Nintendo Entertainment System, maar werd later geconverteerd naar andere platformen.
Het is het eerste spel in de Castlevania reeks van Konami.

## Plot
Het spel vindt plaats in het jaar 1691 waar de speler de rol speelt van Simon Belmont en op zoek gaat naar Graaf Dracula, in zijn kasteel wat elke 100 jaar verschijnt. Hier neemt hij het op tegen diverse kwaadaardige wezens, zoals skeletten, vleermuizen, viswezens, het monster van Frankenstein, de mummie, Medusa en andere monsters. Simon Belmont gebruikt hiervoor een magische zweep. Daarnaast kunnen er extra wapens worden gebruikt die tijdens het spel worden gevonden. Wanneer Belmont Dracula weet te verslaan ontsnapt hij uit het in elkaar stortende kasteel, en de aftiteling begint. Hier worden verzonnen namen getoond die lijken op bekende horrorfilm acteurs, zoals Béla Lugosi, Boris Karloff, Max Schreck en Christopher Lee.

## Platforms
| Jaar | Platform                                   |
| ---- | ------------------------------------------ |
| 1986 | NES                                        |
| 1986 | MSX onder de naam Vampire Killer in Japan  |
| 1987 | Arcade                                     |
| 1987 | MSX onder de naam Vampire Killer in Europa |
| 1990 | Amiga, Commodore 64, DOS                   |
| 2004 | Game Boy Advance                           |
| 2006 | J2ME                                       |
| 2007 | Virtual Console (Wii)                      |
| 2012 | Virtual Console (Nintendo 3DS)             |
| 2013 | Virtual Console (Wii U)                    |

## Ontvangst
| Beoordeeld door                       | Platform            | Datum            | Score |
| ------------------------------------- | ------------------- | ---------------- | ----- |
| Game Freaks 365                       | NES                 | 1 november 2007  | 90%   |
| GameCola.net                          | NES                 | 4 februari 2006  | 86%   |
| Gaming since 198x                     | NES                 | 17 november 2010 | 80%   |
| Nintendo Life                         | Wii Virtual Console | 24 maart 2007    | 80%   |
| NES Fanz                              | NES                 | 3 januari 2005   | 80%   |
| IGN                                   | Game Boy Advance    | 26 oktober 2004  | 80%   |
| The Video Game Critic                 | NES                 | 6 december 2004  | 75%   |
| GameSpot                              | Game Boy Advance    | 28 oktober 2004  | 74%   |
| FileFactory Games / Gameworld Network | Wii Virtual Console | 3 mei 2007       | 70%   |
| Armchair Empire, The                  | Game Boy Advance    | 9 januari 2005   | 50%   |